# The Blacklist: Redemption
The Blacklist: Redemption è una serie televisiva statunitense trasmessa da NBC nel 2017.
La serie è uno spin-off della serie televisiva The Blacklist, di cui l'episodio 3x22 (Alexander Kirk) è stato il backdoor pilot.

## Trama
Alcuni dei criminali più sfuggenti del mondo, gli stessi nella lista di Raymond 'Red' Reddington, si uniscono per formare una squadra di mercenari determinata a riconquistare la propria autostima dopo una vita passata causando danni in giro per il pianeta. In cerca di riscatto per le trasgressioni passate, questo gruppo guidato dalla brillante e astuta Susan 'Scottie' Hargrave,  risolve problematiche che i governi non osano affrontare. A lei rispondono l'operativo sotto copertura Tom Keen, apparentemente suo figlio; il letale assassino Matias Solomon, nemico giurato di Keen; l'altamente qualificata Nez Rowan e l'hacker Dumont.

## Episodi
Il 13 maggio 2017 la NBC ha deciso di cancellare la possibile seconda stagione, poiché la serie non ha ricevuto il successo che ci si aspettava.
| Stagione       | Episodi | Prima TV USA | Prima TV Italia |
| -------------- | ------- | ------------ | --------------- |
| Prima stagione | 8       | 2017         | 2017            |

## Personaggi e interpreti
- Susan Scott "Scottie" Hargrave, interpretata da Famke Janssen, doppiata da Irene Di Valmo.
- Thomas "Tom" Keen, interpretato da Ryan Eggold, doppiato da David Chevalier.
- Nez Rowan, interpretata da Tawny Cypress, doppiata da Laura Lenghi.
- Matias Solomon, interpretato da Edi Gathegi, doppiato da Fabrizio Vidale.
- Dumont, interpretato da Adrian Martinez, doppiato da Roberto Gammino.